# سام سميث (سياسي)
سام سميث (بالإنجليزية: Sam Smith)‏ هو سياسي أمريكي، ولد في 23 يوليو 1922 في غيبسلاند في الولايات المتحدة، وتوفي في 1995 في سياتل في الولايات المتحدة. حزبياً، نشط في الحزب الديمقراطي. وقد انتخب عضو مجلس نواب واشنطن.